# Placa fotográfica

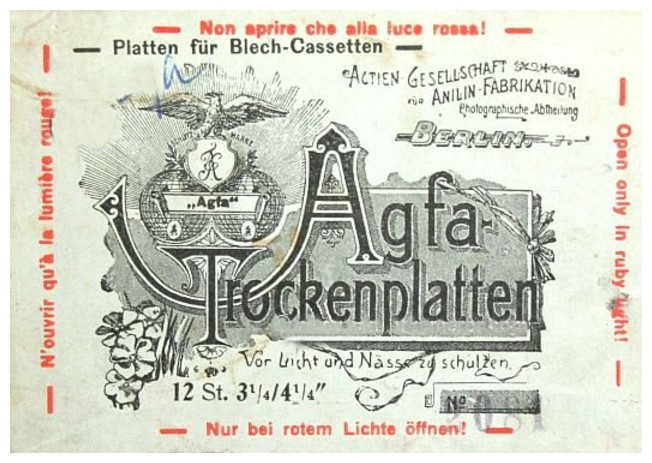
Placas fotográficas AGFA de 1880

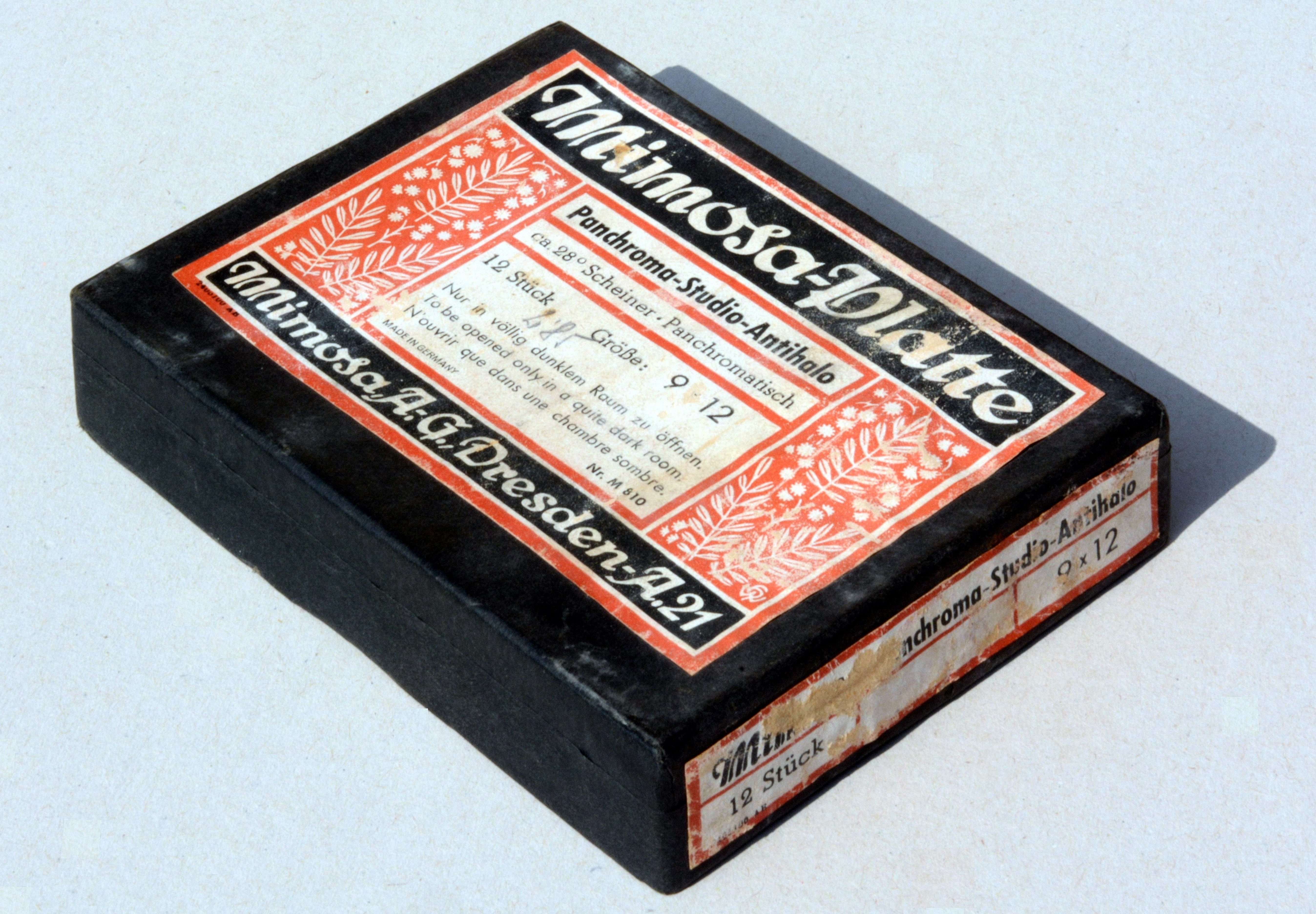
Placas fotográficas Mimosa Panchroma-Studio-Antihalo Panchromatic, 9 x 12cm

Una placa fotográfica (del inglés Photographic plate; y este del francés Plaque photographique) es un soporte fotográfico constituido por una lámina de vidrio recubierta de una emulsión sensible a la luz.
Las placas de vidrio fueron utilizadas como soporte antes que la película fotográfica. Se aplicaba una emulsión sensible a la luz a una placa de vidrio. Esta forma de material fotográfico desapareció del mercado de consumo en gran medida en los primeros años del siglo XX ya que se introdujo el uso de películas que presentaban menor fragilidad y otras ventajas. Sin embargo, las placas fotográficas continuaron utilizándose por la comunidad astronómica profesional hasta la última década del siglo XX, ya que estas placas pueden quedar impresionadas con el orden del 2% de la luz recibida y ofrecen un alto grado de resolución. 
Las placas de cristal ofrecían una calidad superior a las películas en algunos campos de investigación ya que eran más estables y menos propensas a doblarse o distorsionarse, especialmente en los formatos de gran tamaño para obtener imágenes de un amplio campo.

## Historia
En los comienzos de la fotografía se empleaban las placas húmedas al colodión: el fotógrafo tenía que preparar sobre el terreno, es decir, distribuir correctamente la emulsión fotográfica sobre el vidrio en el momento de uso. Después los hermanos Lumière inventaron la placa seca, que fue sustituida poco a poco desde principios del siglo XX por la película, que iba acompañada siempre con un papel de base, hasta que George Eastman comercializó la película de celuloide.
Los formatos más comunes empleados en las placas eran: 24 × 30 cm, 18 × 24 cm, 13 × 18 cm, 9 × 12 cm, 6 × 9 cm y 4,5 × 6 cm.
El uso de placas fotográficas en la investigación astronómica se ha reducido significativamente desde la década de 1980, sustituido por los dispositivos digitales con CCD ya que las cámaras con CCD tienen varias ventajas sobre placas de vidrio: alta eficiencia, una respuesta lineal a la luz y mayor simplicidad en la adquisición y procesamiento. Sin embargo, todavía los mayores formatos de CCD como por ejemplo de 8192x8192 píxeles no tienen el área de detección y resolución de las fotografías de las placas, lo que ha obligado a que las cámaras modernas utilicen conjuntos de chips CCD.

Placas fotográficas en 9x12cm del canal central de Estocolmo en el invierno de 1905
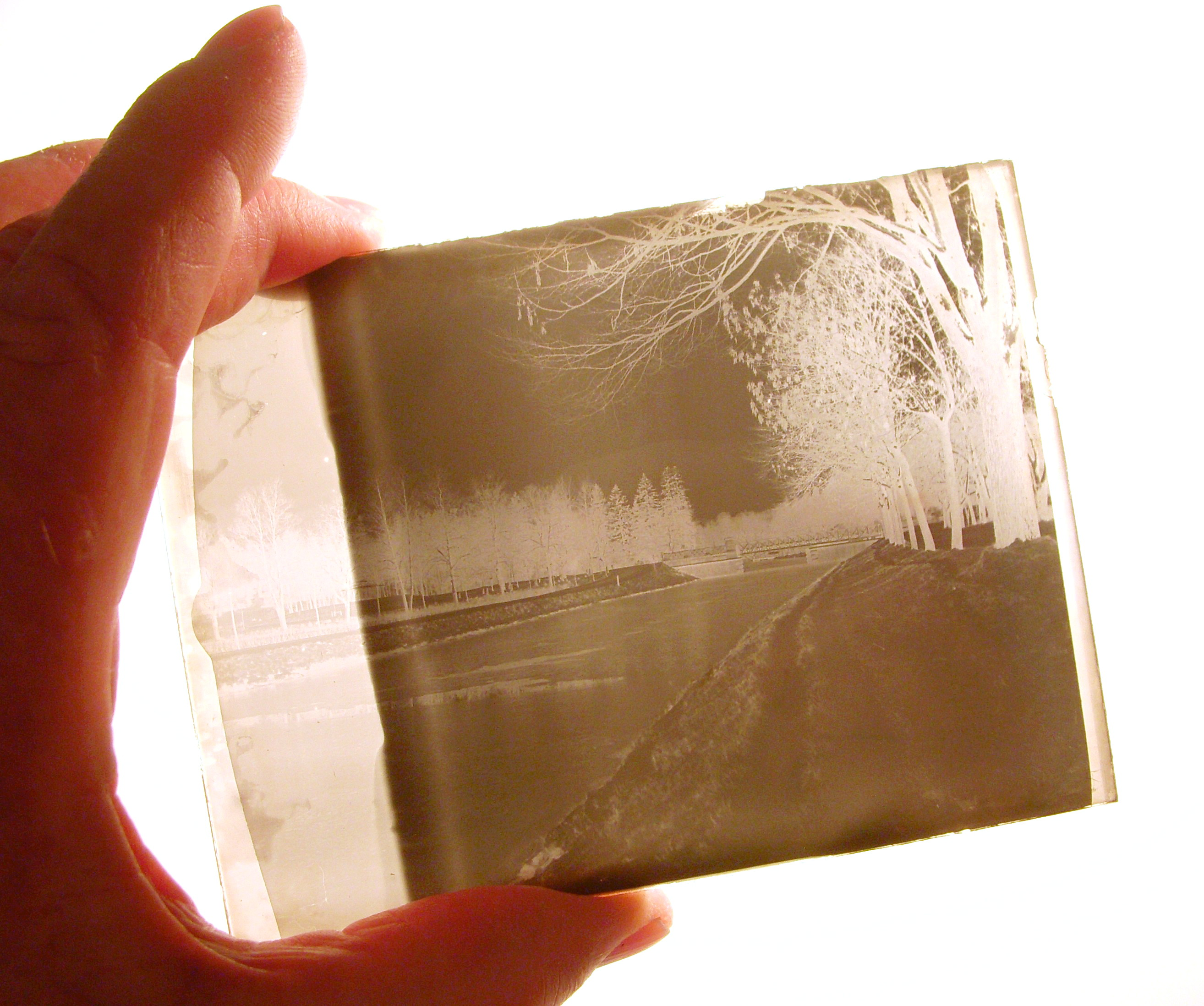
Placa en negativo
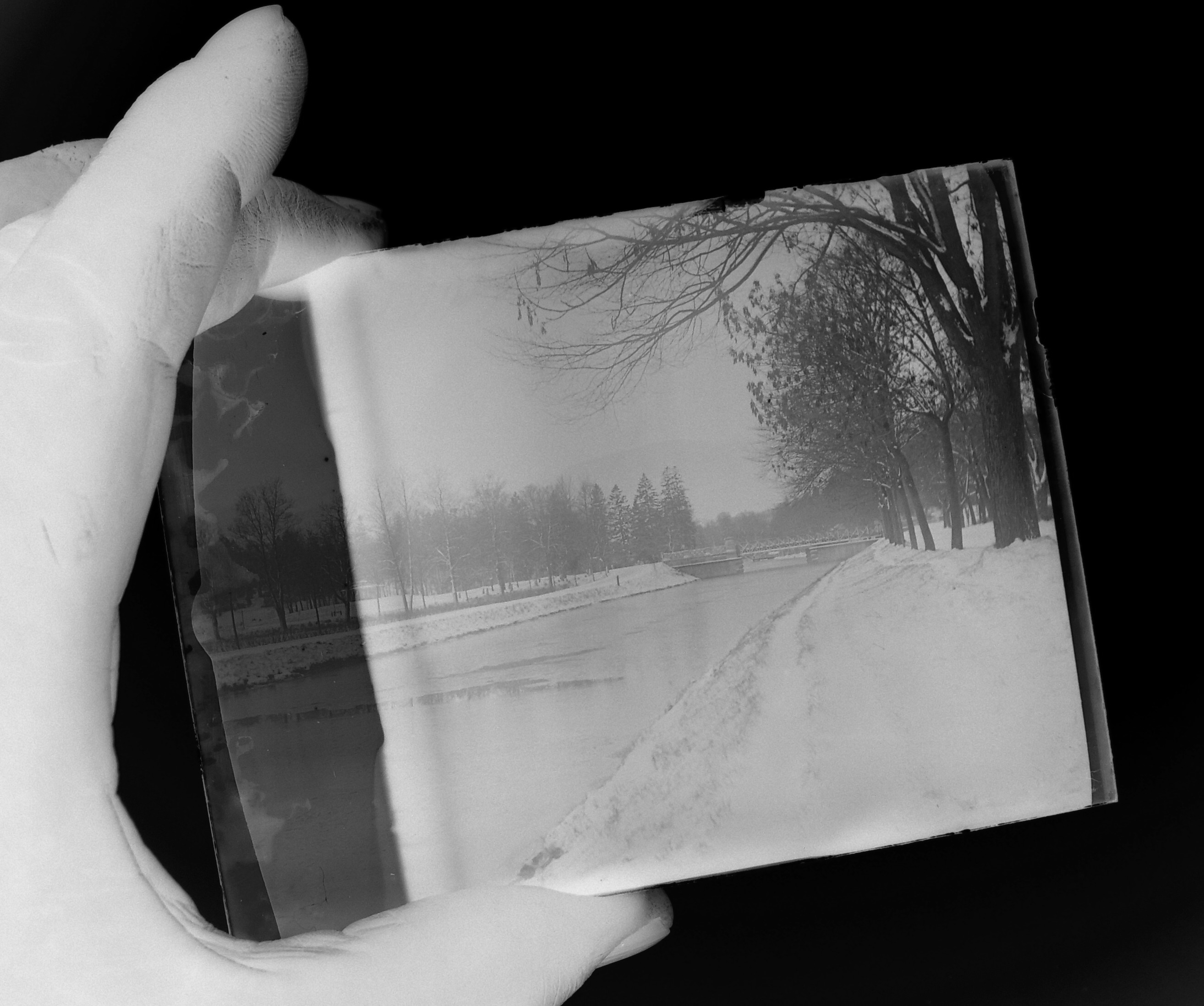
Placa en positivo
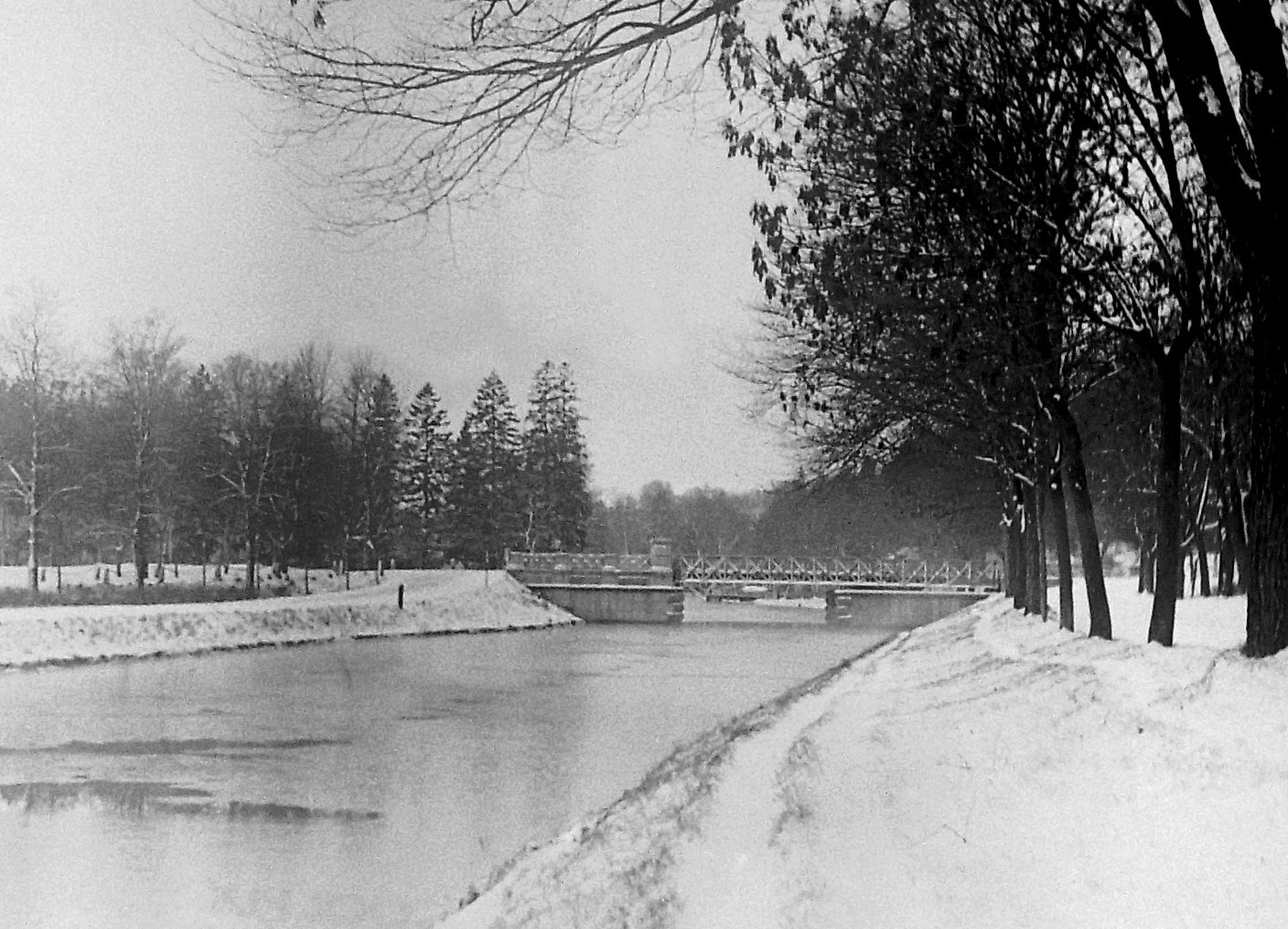
Fotografía del canal en papel

## Usos científicos

### Astronomía
Numerosas exploraciones astronómicas se hicieron mediante placas como por ejemplo la Sky Survey (TPV) de la década de 1950 realizada por el Observatorio del Monte Palomar, el seguimiento de TPV-II y otros. Por otro lado existen varios observatorios que disponen de archivos de placas que se utilizan principalmente para la investigación histórica de las estrellas, como el Harvard College Observatory y el Observatorio de Sonneberg.
Diversos objetos del sistema solar fueron descubiertas mediante el uso de placas fotográficas en sustitución de los métodos visuales. Así el descubrimiento de planetas menores usando placas, fue iniciado por Max Wolf con su descubrimiento de 323 Brucia en 1891. El primer satélite natural que se descubrió mediante placas fue Phoebe en 1898. Plutón fue descubierto usando placas en un microscopio de parpadeo y su luna Caronte fue descubierta al examinar cuidadosamente una protuberancia en la imagen de Plutón obtenida en una placa.
Varias instituciones están creando archivos de preservar las placas originales, evitando la pérdida de valiosos datos astronómicos históricos.

### Física
Las placas fueron también una herramienta importante en la investigación temprana de la física de alta energía al quedar ennegrecidas por la radiación ionizante. Por ejemplo, Victor Franz Hess descubrió la radiación cósmica en la década de 1910 analizando los rastros en las placas fotográficas que subió a altas montañas o a mayores alturas en la atmósfera mediante el uso de globos.
En 1896 Henri Becquerel descubrió casualmente que la pechblenda (una sal de uranio) emitía espontáneamente unas radiaciones que impresionaban las placas fotográficas.
Con referencia a la aplicación médica se utilizaron las placas de vidrio en los inicios puesto que Röntgen se percató de su descubrimiento al notar que se había velado su material fotográfico; sin embargo, al igual que la fotografía, fue evolucionando para después utilizar una Película Radiográfica.

### Imagen médica
La sensibilidad de ciertos tipos de placas fotográficas a las radiaciones ionizantes, por lo general rayos X también se puede aplicar en imagen médica y aplicaciones de la ciencia de materiales aunque se han sustituido en gran medida con las imágenes computerizadas producidas mediante el uso de radiofármacos o trazadores al emplear técnicas como la imagen por resonancia magnética o la tomografía.